# Heribert Blens

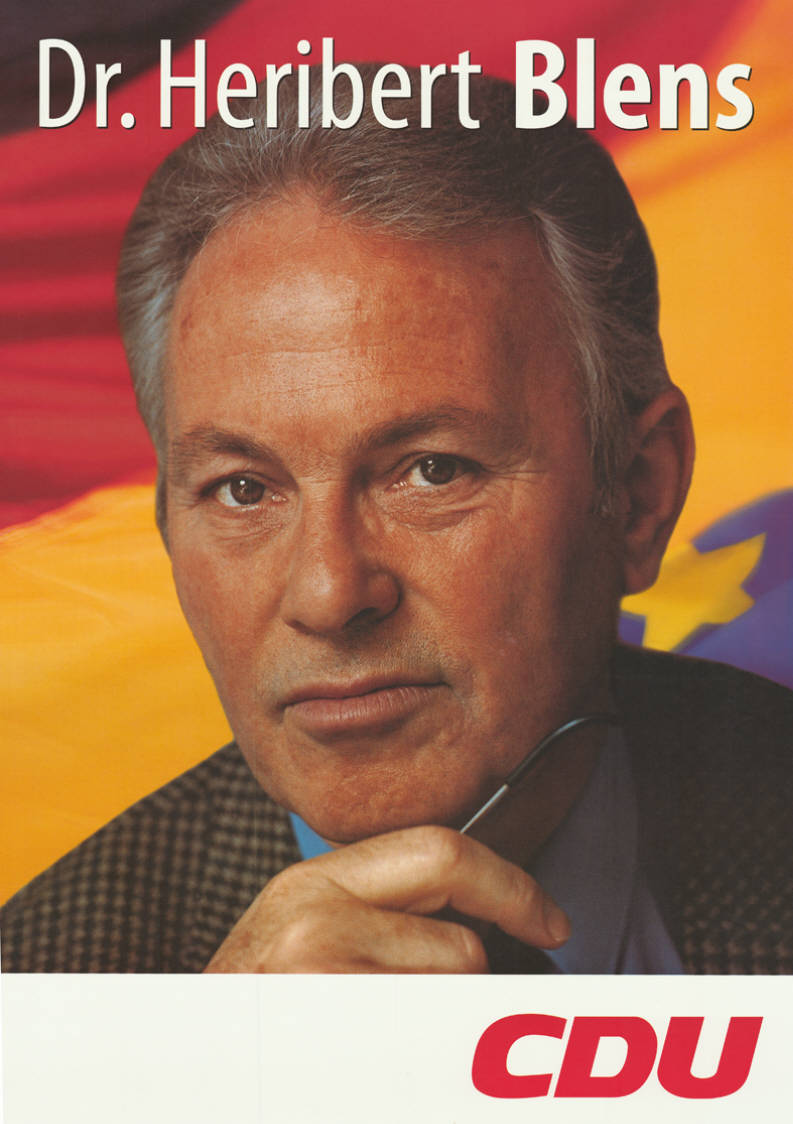
Kandidatenplakat Heribert Blens’ zur Bundestagswahl 1998

Heribert Blens (* 19. Februar 1936 in Köln; † 26. Januar 2025) war ein deutscher Politiker (CDU) und Jurist. Nachdem er an den Verwaltungsgerichten in Köln und Düsseldorf tätig gewesen war, gehörte er von 1983 bis 2002 dem Deutschen Bundestag an.

## Leben
Blens wechselte nach der Grundschule 1947 auf das Gymnasium, das er 1956 mit dem Abitur verließ. Bis 1960 absolvierte er ein rechtswissenschaftliches Studium an der Universität zu Köln, im Jahr 1960 bestand er sein Referendarexamen, vier Jahre später sein Assessorexamen. 1968 wurde er in Rechtswissenschaften an der Universität Köln mit der Dissertation Art[ikel] 12 Abs. 1 des Grundgesetzes und die Verwirklichung der sozialen Marktwirtschaft promoviert. Anschließend machte er ein Zweitstudium der Politischen Wissenschaften und Volkswirtschaftslehre. Von 1966 bis 1967 war er Referent im Bundesarbeitsministerium und 1967 wurde er Richter am Verwaltungsgericht Köln. Im Jahr 1974 arbeitete er für ein Jahr im Bundesinnenministerium, danach ging er zum Verwaltungsgericht Düsseldorf, um eine Stelle als Vorsitzender Richter anzunehmen. Als er 1983 in den Bundestag einzog, trat er als Richter zurück.
Blens starb 2025 im Alter von 88 Jahren.

## Politik
Bereits im Jahr 1955 wurde Blens Mitglied der CDU, von 1969 bis 1987 war er Mitglied des Rates der Stadt Köln. Außerdem war er von 1975 bis 1987 einer der Bürgermeister Kölns. Bei den Bundestagswahlen von 1983 bis 1994 wurde Blens im Wahlkreis Köln II jeweils direkt in den Bundestag gewählt. 1998 zog er über die Landesliste der CDU Nordrhein-Westfalen ins Parlament ein, dem er bis 2002 angehörte. Seit 1990 war Blens Vorsitzender des Vermittlungsausschusses.
Blens war Ehrenmitglied der Katholischen Studentenverbindung Unitas-Breslau zu Köln im KV.